# Гайб'єль
Гайб'єль (ісп. Gaibiel) — муніципалітет в Іспанії, у складі автономної спільноти Валенсія, у провінції Кастельйон. Населення — 199 осіб (2010).

## Географія
Муніципалітет розташований на відстані близько 280 км на схід від Мадрида, 39 км на захід від міста Кастельйон-де-ла-Плана.

## Демографія
Динаміка населення (INE ):

## Галерея зображень

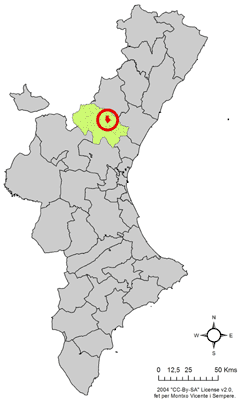
Розташування муніципалітету Гайб'єль у автономній спільноті Валенсія
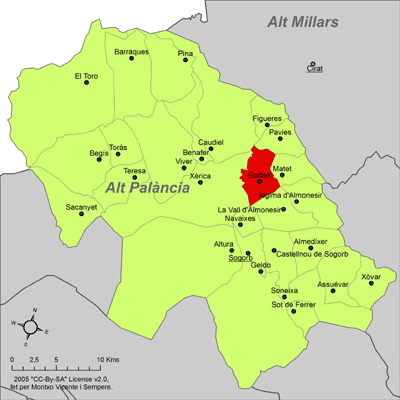
Розташування муніципалітету Гайб'єль у комарці Альто-Палансія